# Addi Gela
Addi Gela is een stuwmeer in de Hintalo-Wajirat woreda van Tigray in Ethiopië. De aarden dam werd gebouwd in 1998 door SAERT.

## Eigenschappen van de dam
- Hoogte: 22 meter
- Lengte: 424 meter
- Breedte van de overloop: 14 meter

## Capaciteit
- Oorspronkelijke capaciteit: 1 250 000 m³
- Ruimte voor sedimentopslag: 62 500 m³
- Oppervlakte: 18,5 ha

In 2002, werd de levensverwachting (de periode tot opvulling met sediment) van het stuwmeer geschat op 40 jaar.

## Irrigatie
- Gepland irrigatiegebied: 100 ha
- Effectief irrigatiegebied in 2002: 6 ha

## Omgeving
Het stroomgebied van het reservoir is 8,19 km² groot, met een omtrek van 13,43 km en een lengte van 5640 meter. Het reservoir ondergaat snelle sedimentafzetting. De gesteenten in het bekken zijn schiefer van Agula, doleriet van Mekelle en Amba-Aradamzandsteen. Een deel van het water gaat verloren door insijpeling; een positief neveneffect hiervan is dat dit bijdraagt tot het grondwaterpeil.